# مطار أحمد سيكو توري الدولي
مطار أحمد سيكو توري الدولي (إياتا:CKY - إيكاو:GUCY) هو مطار دولي يخدم كوناكري عاصمة غينيا في غرب أفريقيا.

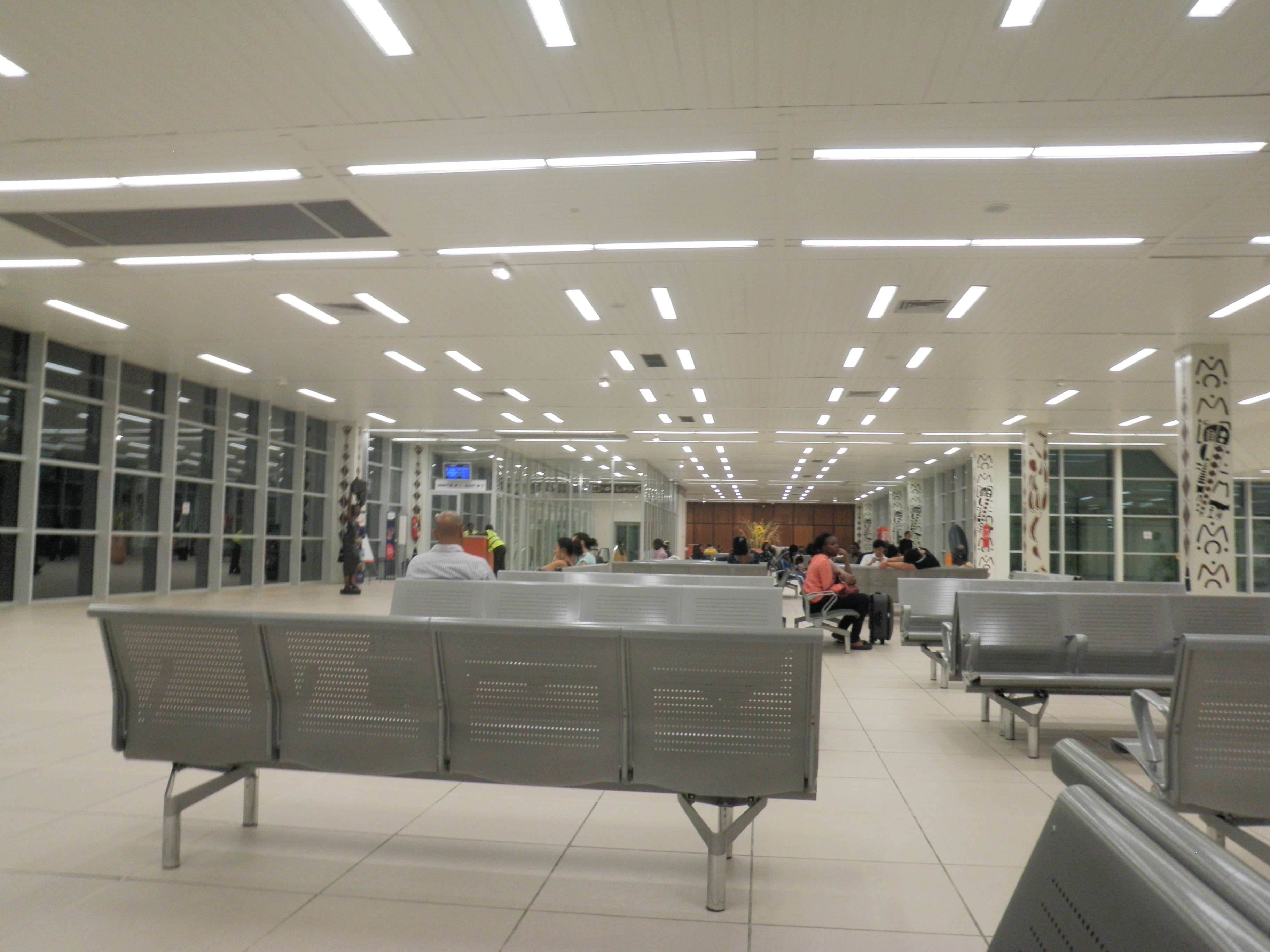
مطار كوناكري الدولي

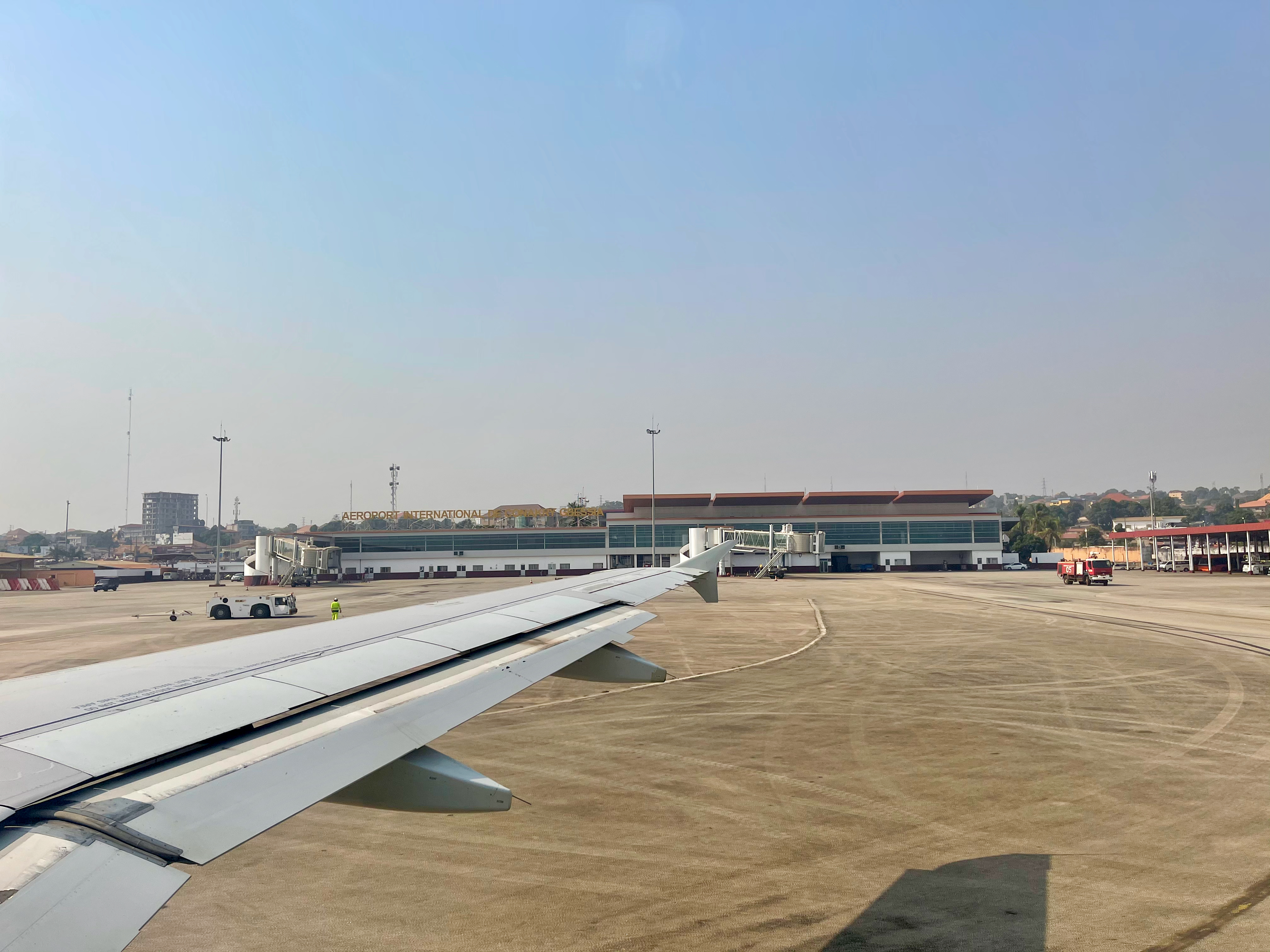
مطار كوناكري الدولي

## تاريخ
يعود تاريخ بناء المطار إلى عام 1945.
في سنة 2019، وصل عدد المسافرين الذين استخدموا المطار 000 585 مسافر.

## شركات الطيران
| شركـات طيـران           | الوجهات |
| ----------------------- | --- |
| إير كوت ديفوار          | مطار أبيدجان الدولي                                                                                          |
| الخطوط الجوية الفرنسية  | مطار باماكو موديبو كيتا الدولي، مطار فريتاون الدولي، مطار نواكشوط الدولي، مطار باريس شارل ديغول              |
| الخطوط الجوية السنغالية | مطار بليز دياغني الدولي                                                                                      |
| أسكاي                   | مطار باماكو موديبو كيتا الدولي، مطار لومي                                                                    |
| خطوط بروكسل الجوية      | مطار بروكسل الدولي، مطار بليز دياغني الدولي                                                                  |
| طيران الإمارات1         | مطار دبي الدولي                                                                                              |
| الخطوط الجوية الإثيوبية | مطار أبيدجان الدولي، مطار أديس أبابا بولي الدولي، مطار واغادوغو موسمي: مطار الأمير محمد بن عبد العزيز الدولي |
| الموريتانية للطيران     | مطار بليز دياغني الدولي، مطار نواكشوط الدولي                                                                 |
| الخطوط الملكية المغربية | مطار محمد الخامس الدولي                                                                                      |
| تاب برتغال              | مطار لشبونة                                                                                                  |
| الخطوط التونسية         | مطار بليز دياغني الدولي، مطار تونس قرطاج الدولي                                                              |
| الخطوط الجوية التركية   | مطار إسطنبول الدولي، مطار واغادوغو                                                                           |